# 遠藤えりな
遠藤 えりな（えんどう えりな、5月2日 - ）は、日本の元子役、ラジオパーソナリティ、モデル、司会者、著者。東京都出身。

## 経歴
幼少期からピアノとダンスと演劇を習っていた。幼少期ミュージカルや演劇の舞台に出演した。
オーストラリアに幼少期から住んでいた帰国子女。高校はブリスベンにあるインターナショナルスクールに通っていた。
社会貢献とSDGsの発信と普及を目的とした、ミスコンテストであるMs.Ethicalink Japanに出場し、初代東京大会のエシカル賞を受賞。
母は絵本作家とノンフィクション作家の絵鳩恵子。
キリスト教徒（カトリック）である。
学歴　聖心女子学院初等科、中等科、Clark Memorial International High School、慶應義塾大学

## 出演

### テレビ
- ガイロク（NHK BSプレミアム、2022年5月1日）[4]
- World Mental Health Day interview （BBCNews、2023年10月10日）
- Zip（日本テレビ、2023年12月10日）
- ジモトトピックス（J:comチャンネル、2024年8月3日）

### ラジオ
- FMラジオ番組『ERINA'SDGsトーク!』メインパーソナリティ（2024年-）
- ゆめのたね（東日本第二チャンネル、毎週金曜日18時 - 18時30分放送）ラジオ番組『Erina'sエシカルJAPAN!』　-　パーソナリティ　2023年）
- FM世田谷ゲスト（2022年）

### 司会MC
- 世田谷区主催 若者環境フォーラム - 総合司会（2022年）[5]
- MsEthicalinkJapan 大阪大会　バイリンガル総合司会　（2022年）[6]

## 書籍

### 雑誌
- sweet（宝島社、2022年9月12日） - sweetgirlsページ 掲載
- 姉ageha（medias株式会社）-私服紹介掲載
- 美人百花（角川春樹事務所、2023年12月12日）- 第一回美人百花ゴルフ部女子会[7]

## 出展
1. ↑  “オフィシャルサイト”. 2024年6月16日閲覧。
2. ↑  “Ms. ETHICALINK Japan”. 2001年8月2日閲覧。
3. ↑  “オフィシャルプロフィール”. 2024年7月15日閲覧。
4. ↑  “NHKBSプレミアムガイロク2022年5月1日放送”. 2023年8月12日閲覧。
5. ↑  “司会”. 2023年8月12日閲覧。
6. ↑  “Ms.EthicalinkJapanホームページ”. 2023年8月13日閲覧。
7. ↑  “ゴルフ好きの美女が大集合！レッスン、ビンゴ、新作ウエアの試着……豪華すぎる女子会をレポート”. 2023年12月20日閲覧。